# فرانسيسكو ماسياس نغيما
فرانسيسكو ماسياس نغيما (بالإسبانية: Francisco Macías Nguema Biyogo)‏ (و. 1924 – 1979 م) هو سياسي من غينيا الاستوائية . ولد في غينيا الإسبانية . تولى منصب رئيس غينيا الاستوائية (12 أكتوبر 1968–3 أغسطس 1979). فرض حزبًا إلزاميًا واحدًا، أطلق عليه اسم حزب العمال الوطني الوحيد (PUNT). في عام 1979 تمت الإطاحة به في انقلاب بقيادة تيودورو أوبيانغ، وتمت محاكمته وإعدامه بعد ذلك بوقت قصير في سجن الشاطئ الأسود.
| المناصب السياسية | المناصب السياسية                  | المناصب السياسية     |
| ---------------- | --------------------------------- | -------------------- |
| سبقه             | رئيس غينيا الاستوائية 1968 - 1979 | تبعه تيودورو أوبيانغ |

## روابط خارجية
- فرانسيسكو ماسياس نغيما على موقع الموسوعة البريطانية (الإنجليزية)
- فرانسيسكو ماسياس نغيما على موقع مونزينجر (الألمانية)